# Seed of Chucky
Seed of Chucky és una pel·lícula de comèdia negra slasher del 2004, la cinquena entrega de la sèrie Child's Play, i seqüela de La núvia de Chucky de 1998, així com la primera pel·lícula distribuïda per una altra empresa des de l'original El ninot diabòlic. La pel·lícula va ser escrita i dirigida per Don Mancini, que va crear la sèrie i ha escrit totes les pel·lícules (excepte el remake de 2019), i protagonitzada per Jennifer Tilly, Redman, Hannah Spearritt, John Waters, Billy Boyd i Brad Dourif. Amb aquesta entrada, Mancini va fer el seu debut com a director. La pel·lícula està ambientada sis anys després de La núvia de Chucky i segueix una nina jove anomenada Glen, el fill de Chucky i Tiffany, ressuscitant els seus pares, provocant el caos.
La pel·lícula, rodada a Romania, continua l'evolució de la sèrie des del gènere de terror pur de les tres primeres pel·lícules a una comèdia de terror. Va ser l'última pel·lícula Child's Play de la continuïtat original que es va estrenar als cinemes, amb totes les futures entregues que s'estrenaran direct- to-video fins al reinici de 2019. La pel·lícula va ser seguida per una altra seqüela, Curse of Chucky, llançada en vídeo domèstic i Netflix el 2013.
Seed of Chucky va recaptar més de 24 milions de dòlars contra un pressupost de 12 milions de dòlars. Igual que el seu predecessor, la pel·lícula va rebre ressenyes diverses de la crítica.

## Argument
Sis anys després de la pel·lícula anterior de la núvia de Chucky, Glen, el fill benèvol dels ninos vius Chucky i Tiffany, té un malson en què ell assassina els pares d'una nena. En realitat, viu com a maniquí de "Psychs", un ventríloc abusiu a Anglaterra. Glen veu un avançament a la televisió de la nova pel·lícula de terror de Jennifer Tilly Chucky Goes Psycho, que inclou nines Chucky i Tiffany reconstruïdes a partir de les seves restes originals; Glen s'adona que ell és el seu fill.
Desesperat per conèixer els seus pares, Glen escapa de Psychs i rastreja les nines Chucky i Tiffany fins a una sala d'accessoris a Hollywood. Glen utilitza el Cor de Damballa, un amulet vudú, per ressuscitar-los. Chucky es desmaia en saber que té un fill, però la Tiffany està molt contenta. Quan un tècnic d'efectes especials comença a desmuntar Tiffany, ella i en Chucky el decapiten amb un cable. Jennifer troba el cos decapitat i truca a la policia. Chucky, Tiffany i Glen se'n van a casa amb la seva limusina.
Després d'haver estat testimoni dels seus pares assassinant el tècnic, Glen els pregunta per què maten, ja que sent que la violència és dolenta. En Chucky i la Tiffany se sorprenen per la pregunta i no saben com respondre, fins que en Chucky respon que els ajuda a relaxar-se. D'altra banda, Tiffany, sentint la responsabilitat de mare, està d'acord amb Glen i obliga a Chucky a acceptar deixar de matar pel bé del seu fill; Chucky promet falsament que ho farà. Jennifer intenta aconseguir un paper com la Verge Maria al debut com a director de Redman. Després que ell li digui que no és adequada per al paper, Jennifer el convida a casa seva, amb la intenció de seduir-lo per al paper, per disgust de la seva agent Joan.
Chucky i Tiffany fan plans per transferir les seves ànimes a Redman i Jennifer. Tiffany els noqueja i fa servir un gall dindi per inseminar Jennifer amb el semen de Chucky, amb la intenció d'utilitzar el seu nadó com a hoste per a l'ànima de Glen. Chucky porta Glen a fer un passeig en cotxe durant el qual condueixen el cotxe de Britney Spears fora de la carretera fins a l'habitació fosca del fotògraf Pete Peters. Peters havia fet fotos de Tilly besant a Redman i de Chucky masturbant-se. Glen intenta advertir en Peters que Chucky està a punt d'atacar, però en Peters xoca amb un prestatge i fa que un pot d'àcid sulfúric li caigui al cap, matant-lo accidentalment. En Chucky està molt content, creu que Glen ho va fer a propòsit i es fa una foto per celebrar-ho, per a consternació tant de Glen com de la Tiffany.
Jennifer es desperta l'endemà al matí, s'adona que està embarassada i afirma que Redman n'és el responsable. Redman ho nega i revela que anteriorment es va fer una vasectomia, deixant a Jennifer confusa. També li diu a Jennifer que, a causa del seu embaràs, és acomiadadade la seva pel·lícula. Tiffany eviscera Redman amb ràbia, cosa que Glen presencia. L'endemà, Jennifer es desperta i es troba amb la panxa grossa d'embarassada, conseqüència de la màgia del vudú. Chucky captura Jennifer i el seu conductor Stan per ocupar el lloc de Redman. L'assistent de Jennifer, Joan, intenta ajudar-la, però és assassinada per la germana bessona assassina de Glen, Glenda, l'ànima de la qual comparteix el cos de Glen i ha estat presa. La Tiffany dona una bufetada a Glenda perquè torni a Glen, que està horroritzat pel que ha passat.
Jennifer dona a llum bessons, un nen i una nena, i Tiffany s'adona que tant Glen com Glenda poden habitar els dos nens. Chucky, enmig de la Jennifer que demana ajuda a crits juntament amb els nadons que ploren i la Tiffany que li crida perquè iniciï el ritual abans que arribi la policia, té una sobrecàrrega sensorial i deixa de cantar l'encanteri. Té una epifania: Chucky finalment ha acceptat les seves circumstàncies com a ninot viu i ja no vol convertir-se en humà. Disgustada, Tiffany rebutja en Chucky i decideix endur-se Glen amb ella. Enfurismat, Chucky llança un ganivet a Jennifer per evitar que Tiffany el deixi, però Stan s'interposa en el camí per salvar-la. Arriba la policia, obligant els ninots a fugir.
Jennifer és traslladada d'urgència a l'hospital. Tiffany droga Jennifer i comença a posseir-la, però Chucky entra i mata a Tiffany amb una destral. Devastat, Glen s'enganxa i ataca en Chucky, colpejant-lo amb la destral. Chucky assumeix que és Glenda de nou, però Glen revela que en realitat és ell, finalment capaç de matar per venjar-se de la mort de la seva mare. Glen li crida al seu pare i li pregunta si finalment està orgullós d'ell, mentre desmembra a Chucky, que lloa Glen per les seves accions, abans de ser decapitat. En adonar-se del que ha fet, Glen pateix una crisi emocional mentre Jennifer el consola.
Cinc anys més tard, en una festa d'aniversari dels fills de Jennifer, una mainadera deixa la seva feina perquè la filla de Jennifer, Glenda, l'espanta. Jennifer la colpeja fins a mort amb el cos de la nina Tiffany, revelant que Tiffany va tenir èxit a l'hora de transferir la seva ànima al cos de Jennifer. Mentrestant, Glen obre un regal d'aniversari per veure el braç tallat d'en Chucky, que s'aixeca per agafar-lo.

## Repartiment
- Brad Dourif com la veu de Chucky[3]
- Jennifer Tilly com ella mateixa i la veu de Tiffany[3]
- Billy Boyd com la veu de Glen / Glenda[4]
- Redman com ell mteix[3]
- Hannah Spearritt com Joan[3]
- John Waters com Pete Peters[3]
- Keith-Lee Castle com Psychs[3]
- Steve Lawton com Stan[3]
- Tony Gardner com himself[3]
- Jason Flemyng com Santa[3]
- Nicholas Rowe com Advocat
- Stephanie Chambers com mare de Claudia[3]
- Simon James Morgan com pare de Claudia
- Betty Simons-Denville com Claudia
- Rebecca Santos com Fulvia
- Beans El-Balawi com Glen humà[3]
- Kristina Hewitt com Glenda humana[3]
- Daniel Getzoff com director assistent
- Nicola Mycroft com reporter
- Guy J. Louthan com Don Mancini
- Diana Munteanu com fan
- Anouk Diks com entrevistador
- Barnaby Thompson com titellaire rialler
- Eliot Mathews com policia #1
- Adi Handac com policia #2
- Paul Grossman com noi petit[3]
- Nadia Dina Ariqat com Britney

## Producció
La producció d'una nova pel·lícula anomenada Son of Chucky va començar el 18 d'octubre de 1998, dos dies després de l'exitós llançament de La núvia de Chucky, el director de la qual Ronny Yu no va poder torna a causa de conflictes de programació. Don Mancini, que és gai i era interessat a explorar temes relacionats amb les persones LGBT a la següent pel·lícula, va decidir escriure un guió inspirat en el clàssic de culte de 1953 Glen o Glenda en què el fill de Chucky és una persona innocent que pateix disfòria de gènere. També va decidir continuar el canvi de la sèrie cap a la comèdia després de notar que els vilans de terror com Michael Myers, Jason Voorhees i Freddy Krueger es van fer menys aterridors a mesura que es van familiaritzar més amb el públic.
Universal Pictures, que va produir les tres pel·lícules anteriors i havia esperat una pel·lícula slasher més convencional amb el fill com un vilà assassí, va rebutjar el guió amb la nota "Això és massa gai". Finalment, la producció es va reprendre quan el projecte va ser aprovat per Focus Features després de l'exitós llançament de Cabin Fever el 2003, i finalment va ser llançat a través de Rogue Pictures. Mancini va afirmar en un podcast que abans de llançar a Redman, s'havia ofert a emetre Quentin Tarantino com ell mateix, però ell va declinar.
Seed of Chucky es va rodar gairebé íntegrament a Romania a Castel Studios per tal d'estalviar costos. Mancini va intentar reproduir l'aspecte de les pel·lícules de terror més antigues rodant la pel·lícula principalment en escenaris sonors i va ser més influït pels estils de realització cinematogràfica de Brian De Palma i Dario Argento. Tots els efectes animatrònics i de maquillatge van ser obra del dissenyador d'efectes Tony Gardner, que també apareix a la pel·lícula com ell mateix en un cameo, i la seva empresa Alterian, Inc.

## Llançament i recepció

### Taquilla
Seed of Chucky es va estrenar al número 4 amb 8.774.520 dòlars l'11 i el 14 de novembre de 2004. Quan la pel·lícula es va tancar el 23 de desembre de 2004, la recaptació interna va ser de 17.083.732 $ i 24.829.644 $ a tot el món.
A Austràlia, Seed of Chucky va obrir al número 8 amb 260.958 $ per a la setmana del 6 al 8 de febrer de 2005 darrere de Million Dollar Baby (núm. 2) i Sky Captain i el món del demà (núm. 6). A Austràlia, Seed of Chucky va ser distribuït per United International Pictures.
A França, Seed of Chucky va obrir al número 11 amb 694.948 $ per a la setmana del 2 al 8 de març de 2005. Va obrir darrere de Le Couperet (núm. 2) i el remake de Assault on Precinct 13 (núm. 4). A França, Seed of Chucky va ser distribuït per SND Distribution.
Al Regne Unit, Seed of Chucky va obrir al número 10 amb 202.022 dòlars per a la setmana del 13 al 15 de maig de 2005. Va obrir darrere de La mare del nuvi (núm. 2), The Jacket (#8) i A Good Woman (#9). Al Regne Unit, Seed of Chucky va ser distribuït per Momentum Pictures.

## Recepció crítica
A Rotten Tomatoes, la pel·lícula té una puntuació d'aprovació del 34% basada en 77 ressenyes, amb una mitja ponderada de 4,50/10. El consens crític diu: "Doneu crèdit a Seed of Chucky per acceptar l'absurd creixent de la franquícia, fins i tot si els resultats finals realment no són tan divertits ni entretinguts." A Metacritic, té una puntuació mitjana de 46/100, que indica "crítiques mixtes a mitjanes". El públic enquestat per CinemaScore va donar a la pel·lícula una qualificació general mitjana de "C+" en una escala de A+ a F.
Roger Ebert va donar a la pel·lícula dues estrelles de quatre, afirmant, "Seed of Chucky ón en realitat dues pel·lícules, una dissortada i l'altra divertida."
El 2023, Out va descriure la pel·lícula com a clàssic de culte "camp".

## Premis
| Premi                    | Categoria                                        | Receptors        | Resultat |
| ------------------------ | ------------------------------------------------ | ---------------- | -------- |
| Fangoria Chainsaw Awards | Millor actriu                                    | Jennifer Tilly   | Nominat  |
| Fangoria Chainsaw Awards | Millor banda sonora                              | Pino Donaggio    | Nominat  |
| MTV Movie Awards         | Millor actuació terrorífica                      | Jennifer Tilly   | Nominat  |
| Festival de Sirges       | Millor pel·lícula                                | Don Mancini      | Nominat  |
| World Stunt Awards       | Millor especialista de foc                       | Heather Phillips | Nominat  |
| World Stunt Awards       | Millor acrobàcia general d'una dona especialista | Heather Phillips | Nominat  |

## Seqüeles
La pel·lícula va ser seguida per Curse of Chucky el 2013, Cult of Chucky el 2017 i la sèrie de televisió Chucky  el 2021.